# Heathylee
Heathylee es una parroquia civil del distrito de Staffordshire Moorlands, en el condado de Staffordshire (Inglaterra).

## Geografía
Según la Oficina Nacional de Estadística británica, Heathylee tiene una superficie de 24,17 km².

## Demografía
Según el censo de 2001, Heathylee tenía 235 habitantes (53,19% varones, 46,81% mujeres) y una densidad de población de 9,72 hab/km². El 21,28% eran menores de 16 años, el 73,62% tenían entre 16 y 74, y el 5,11% eran mayores de 74. La media de edad era de 39,1 años. Del total de habitantes con 16 o más años, el 26,49% estaban solteros, el 58,38% casados, y el 15,14% divorciados o viudos.
Todos los habitantes eran blancos y originarios del Reino Unido. El cristianismo era profesado por el 77,45%, mientras que el 12,34% no eran religiosos y el 10,21% no marcaron ninguna opción en el censo. Había 85 hogares con residentes y 7 vacíos.